# HD 64802
HD 64802，又名CD-35 4002，SAO 198575、HR 3091，是一颗恒星，视星等为5.49，位于銀經251.48，銀緯-4.14，其B1900.0坐标为赤經7h 50m 28.5s，赤緯-35° -4.14′ 55″。